# Wilhelm Kohl (Limesforscher)

Wilhelm Kohl

Wilhelm Kohl (* 22. Januar 1848 in Schwabach; † 10. Mai 1898 in Weißenburg in Bayern) war Apotheker und Limes-Forscher.

## Leben
Kohl war Sohn eines Pfarrers und verbrachte seine Jugend in Dambach, einem früheren Römerort in der Nähe des Hesselberges und besuchte die Lateinschule in Nürnberg, die er 1865 abschloss.
Den Beruf des Apothekers lernte er in der Apotheke A. Ricker in Kaiserslautern von 1865 bis März 1869, danach arbeitete er bei seinem Bruder in der Greifen-Apotheke in Weißenburg vom 1. April bis 30. September 1869 und in der Apotheke Adolf Roth in Kaufbeuren vom 1. Oktober 1869 bis 3. August 1870.
Seinen Militärdienst leistete Wilhelm Kohl mit der Teilnahme am Feldzug gegen Frankreich im 6. Jäger-Bataillon 1870/1871, wobei er bei der Belagerung von Paris vom 22. September 1870 bis 28. Januar 1871 beteiligt war.
Ab Juli 1871 studierte Wilhelm Kohl Pharmazie an der LMU München.
Kohl kehrte im Jahre 1879 nach Weißenburg zurück. Er kaufte dort am 20. Juli 1879 das Anwesen „Einhorn-Apotheke“ von Apotheker Adolf Wilke und erhielt das Bürgerrecht der Stadt Weißenburg am 20. Januar 1880 verliehen. Die von Kohl betriebene Apotheke besteht noch heute; ihre Kellergewölbe beherbergen das Apothekenmuseum Weißenburg.

## Leistungen um den Limes

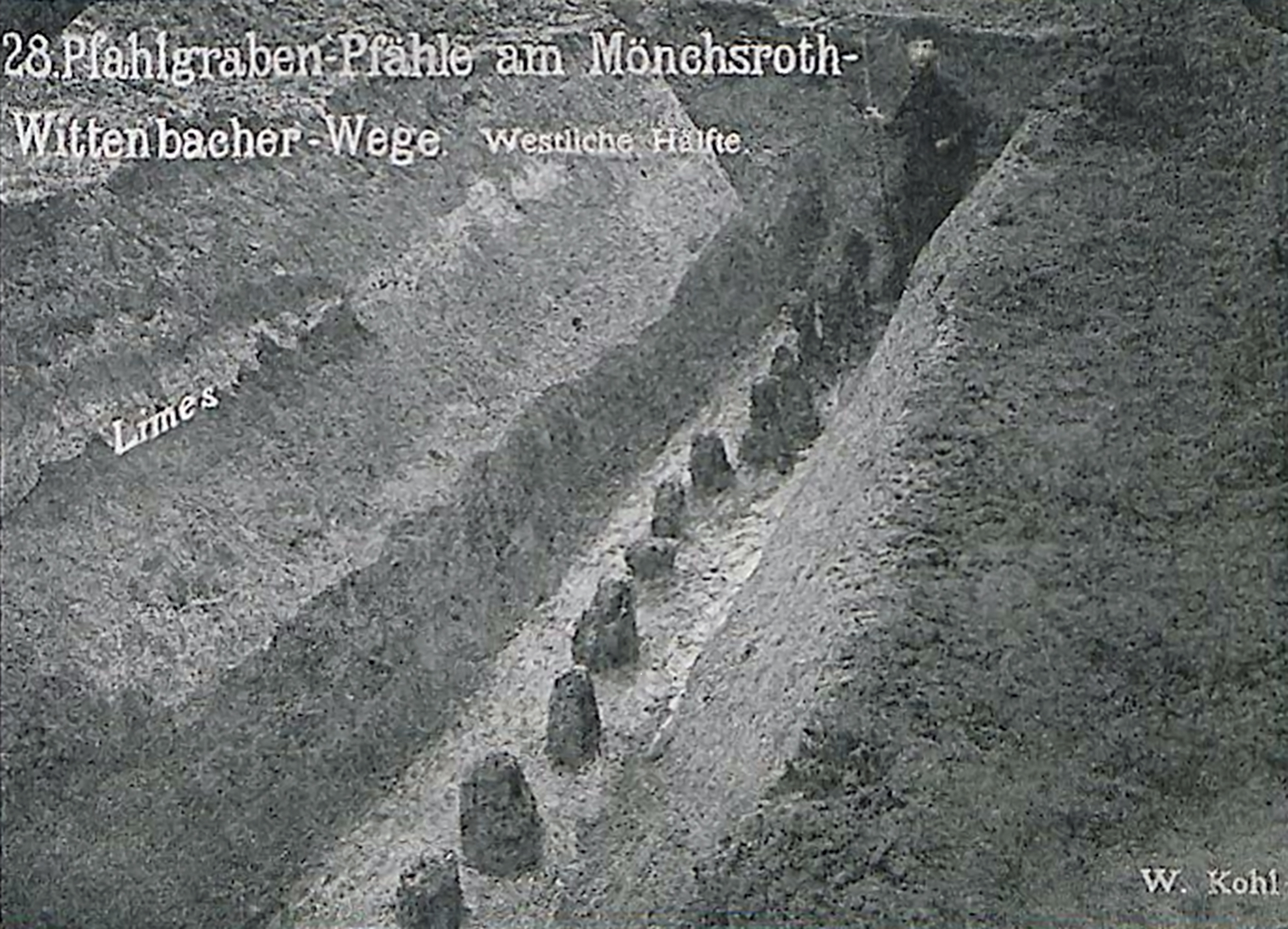
Grabungen an der Limespalisade bei Mönchsroth im März 1894.

Im Jahre 1889 entdeckte Kohl das frühmittelalterliche alamannische Reihengräberfeld von Dettenheim, was der Anlass zur Gründung des Altertumsvereines in Weißenburg zusammen mit Heinrich Schiller (1856–1924) am 13. September 1889 war.
Im alten Fleischhaus baute Kohl dann eine eigene Schausammlung auf, die er wegen Zuwachs 1896 ins Progymnasium verlegte.
Karl Schiller hatte 1884 erste Entdeckungen und Ausgrabungen im Kastell Biriciana im Jahre 1884 vorgenommen. Wilhelm Kohl führte diese Ausgrabungen fort. Im Reichstag zu Berlin wurde am 16. Januar 1892 eine Debatte zur Erforschung des Limes geführt, die mit einer Denkschrift endete. In Folge wurde die Erforschung des Limes eine nationale Aufgabe, die erst durch die politische Einigung Deutschlands möglich wurde. Für die folgenden fünf Jahre erfolgte eine Bewilligung von 40.000 RM zur Erforschung des Limes. Im Sommer 1892 wurde Wilhelm Kohl zum ehrenamtlichen Grabungsleiter und „Streckenkommissar“ für den Limesabschnitt für die 34 Kilometer lange Strecke von Mönchsroth bis Lellenfeld und die 18 Kilometer lange Strecke zwischen Ellingen und Raitenbuch ernannt.
Wilhelm Kohl konnte die nicht mehr sichtbare römische Grenze zwischen Wörnitz und Sulzach durch stichpunktartige Ausgrabungen im Auftrage der Reichs-Limeskommission ab 1892 auffinden. Kohl wies dort einige der vermuteten sieben Turmstellen nach.
Sein größter Erfolg war die Entdeckung und Ausgrabung der Limes-Pfähle in den Wörnitzwiesen. Da er aber vorher immer wieder behauptet hatte, die Kastelle in Ellingen und Ruffenhofen entdeckt zu haben (diese Behauptungen musste er öffentlich widerrufen), wurden seine Entdeckungen nicht mehr ernst genommen. Erst ein Jahr nach seinem Tod wurde er als Entdecker der Palisaden-Stufen anerkannt.

## Schriften
- Das Kastell Ruffenhofen. In der Reihe Der obergermanisch-raetische Limes des Roemerreiches. Hrsg. Ernst Fabricius, F. Hettner, O. von Sarwey. Abteilung B, Band 6, Kastell Nr. 68. Petters, Heidelberg, Berlin und Leipzig 1896.

postum
- Das Kastell Dambach. Bearbeitet von Karl von Popp. In der Reihe Der obergermanisch-raetische Limes des Roemerreiches. Hrsg. Ernst Fabricius, F. Hettner, O. von Sarwey. Abteilung B, Band 6, Kastell Nr. 69. Petters, Heidelberg, Berlin und Leipzig 1901.
- Das Kastell Weissenburg. Unter Mitwirkung von Julius Troeltsch, bearbeitet von Ernst Fabricius. In der Reihe Der obergermanisch-raetische Limes des Roemerreiches. Hrsg. Ernst Fabricius, F. Hettner, O. von Sarwey. Abteilung B, Band 7, Kastell Nr. 72. Petters, Heidelberg, Berlin und Leipzig 1906.